# Olympische Sommerspiele 2020/Kanu – Einer-Canadier Slalom (Frauen)
Erstmals in der Geschichte fand bei den Olympischen Spielen 2020 ein Kanuslalomwettbewerb der Frauen im Einer-Canadier der Frauen (Kurzbezeichnung: C1) statt. Dieser wurde vom 28. bis 29. Juli 2021 im Kasai Canoe Slalom Centre ausgetragen.
Olympiasiegerin wurde die Australierin Jessica Fox. Silber ging an Mallory Franklin aus Großbritannien und Bronze gewann die amtierende Weltmeisterin Andrea Herzog aus Deutschland.

## Titelträger
| Olympiasieger | nicht ausgetragen | Rio de Janeiro 2016  |
| Weltmeister   | Andrea Herzog     | La Seu d’Urgell 2019 |

## Ergebnisse

### Vorlauf
Anmerkung: Die Strafe, also die Strafsekunden, sind bereits in der Zeit mit einberechnet.
| Platz | Kanute                  | Nation             | Lauf 1   | Lauf 1 | Lauf 1 | Lauf 2   | Lauf 2 | Lauf 2 | Gesamt    |
| Platz | Kanute                  | Nation             | Zeit     | Strafe | Rang   | Zeit     | Strafe | Rang   | Defizit   |
| ----- | ----------------------- | ------------------ | -------- | ------ | ------ | -------- | ------ | ------ | --------- |
| 1     | Mallory Franklin        | Großbritannien     | 107,51 s | 0      | 1      | 105,06 s | 2      | 1      |           |
| 2     | Andrea Herzog           | Deutschland        | 113,69 s | 2      | 5      | 106,34 s | 0      | 2      | + 1,28 s  |
| 3     | Tereza Fišerová         | Tschechien         | 110,45 s | 2      | 3      | 109,16 s | 0      | 3      | + 4,10 s  |
| 4     | Ana Sátila              | Brasilien          | 120,56 s | 4      | 11     | 109,90 s | 2      | 4      | + 4,84 s  |
| 5     | Jessica Fox             | Australien         | 109,96 s | 4      | 2      | 110,93 s | 4      | 5      | + 4,90 s  |
| 6     | Nadine Weratschnig      | Österreich         | 112,47 s | 0      | 4      | 115,56 s | 2      | 10     | + 7,41 s  |
| 7     | Evy Leibfarth           | Vereinigte Staaten | 115,55 s | 2      | 7      | 113,06 s | 0      | 6      | + 8,00 s  |
| 8     | Alja Kozorog            | Slowenien          | 124,08 s | 4      | 15     | 113,07 s | 0      | 7      | + 8,01 s  |
| 9     | Mònica Dòria Vilarrubla | Andorra            | 113,78 s | 2      | 6      | 119,69 s | 4      | 14     | + 8,72 s  |
| 10    | Marta Bertoncelli       | Italien            | 121,83 s | 0      | 13     | 113,91 s | 2      | 8      | + 8,85 s  |
| 11    | Luuka Jones             | Neuseeland         | 116,55 s | 0      | 8      | 115,19 s | 2      | 9      | + 10,13 s |
| 12    | Monika Škáchová         | Slowakei           | 125,65 s | 2      | 16     | 116,85 s | 2      | 11     | + 11,79 s |
| 13    | Núria Vilarrubla        | Spanien            | 118,03 s | 2      | 9      | 121,00 s | 8      | 15     | + 12,97 s |
| 14    | Alsu Minasowa           | ROC                | 176,02 s | 54     | 22     | 118,45 s | 4      | 12     | + 13,39 s |
| 15    | Wiktorija Us            | Ukraine            | 123,97 s | 2      | 14     | 119,05 s | 0      | 13     | + 13,99 s |
| 16    | Alena Marx              | Schweiz            | 120,12 s | 2      | 10     | 150,84 s | 4      | 18     | + 15,06 s |
| 17    | Marjorie Delassus       | Frankreich         | 121,74 s | 6      | 12     | 167,47 s | 52     | 20     | + 16,68 s |
| 18    | Chen Shi                | China              | 127,36 s | 2      | 17     | 124,15 s | 0      | 16     | + 19,09 s |
| 19    | Aleksandra Stach        | Polen              | 145,58 s | 2      | 18     | 134,03 s | 6      | 17     | + 28,97 s |
| 20    | Ayano Sato              | Japan              | 161,77 s | 8      | 21     | 151,03 s | 10     | 19     | + 45,97 s |
| 21    | Jane Nicholas           | Cookinseln         | 151,95 s | 6      | 19     | 205,74 s | 62     | 22     | + 46,89 s |
| 22    | Haley Daniels           | Kanada             | 152,98 s | 8      | 20     | 191,00 s | 56     | 21     | + 47,92 s |

### Halbfinale
Anmerkung: Die Strafe, also die Strafsekunden, sind bereits in der Zeit mit einberechnet.
| Platz | Kanute                  | Nation             | Zeit     | Strafe | Defizit   |
| ----- | ----------------------- | ------------------ | -------- | ------ | --------- |
| 1     | Jessica Fox             | Australien         | 110,59 s | 0      |           |
| 2     | Tereza Fišerová         | Tschechien         | 113,23 s | 0      | + 2,64 s  |
| 3     | Ana Sátila              | Brasilien          | 114,27 s | 0      | + 3,68 s  |
| 4     | Andrea Herzog           | Deutschland        | 114,61 s | 2      | + 4,02 s  |
| 5     | Marjorie Delassus       | Frankreich         | 117,71 s | 0      | + 7,12 s  |
| 6     | Mallory Franklin        | Großbritannien     | 117,75 s | 0      | + 7,16 s  |
| 7     | Nadine Weratschnig      | Österreich         | 119,69 s | 0      | + 9,10 s  |
| 8     | Núria Vilarrubla        | Spanien            | 119,99 s | 2      | + 9,40 s  |
| 9     | Wiktorija Us            | Ukraine            | 122,12 s | 2      | + 11,53 s |
| 10    | Monika Škáchová         | Slowakei           | 124,87 s | 2      | + 14,28 s |
| 11    | Mònica Dòria Vilarrubla | Andorra            | 128,32 s | 6      | + 17,73 s |
| 12    | Alja Kozorog            | Slowenien          | 129,72 s | 2      | + 19,13 s |
| 13    | Luuka Jones             | Neuseeland         | 130,39 s | 6      | + 19,80 s |
| 14    | Alsu Minasowa           | ROC                | 135,80 s | 6      | + 25,21 s |
| 15    | Marta Bertoncelli       | Italien            | 145,71 s | 2      | + 35,12 s |
| 16    | Alena Marx              | Schweiz            | 163,09 s | 6      | + 52,50 s |
| 17    | Chen Shi                | China              | 164,99 s | 12     | + 54,40 s |
| 18    | Evy Leibfarth           | Vereinigte Staaten | 183,32 s | 50     | + 72,73 s |

### Finale
Anmerkung: Die Strafe, also die Strafsekunden, sind bereits in der Zeit mit einberechnet.
| Platz | Kanute             | Nation         | Zeit     | Strafe | Defizit   |
| ----- | ------------------ | -------------- | -------- | ------ | --------- |
| 1     | Jessica Fox        | Australien     | 105,04 s | 0      |           |
| 2     | Mallory Franklin   | Großbritannien | 108,68 s | 2      | + 3,64 s  |
| 3     | Andrea Herzog      | Deutschland    | 111,13 s | 2      | + 6,09 s  |
| 4     | Marjorie Delassus  | Frankreich     | 115,93 s | 0      | + 10,89 s |
| 5     | Nadine Weratschnig | Österreich     | 119,41 s | 2      | + 14,37 s |
| 6     | Tereza Fišerová    | Tschechien     | 120,99 s | 4      | + 15,95 s |
| 7     | Wiktorija Us       | Ukraine        | 124,85 s | 2      | + 19,81 s |
| 8     | Núria Vilarrubla   | Spanien        | 127,33 s | 4      | + 22,29 s |
| 9     | Monika Škáchová    | Slowakei       | 129,39 s | 6      | + 24,35 s |
| 10    | Ana Sátila         | Brasilien      | 164,71 s | 52     | + 59,67 s |